# 오천향교 대성전
오천향교 대성전(鰲川鄕校大成殿)는 대한민국 충청남도 보령시 오천면 교성에 있는 조선시대의 향교이다. 구성 건물 중 하나인 대성전은 1984년 5월 17일 충청남도의 문화재자료 제137호 “오천향교 대성전”으로 지정되었다.

## 참고 자료
- 오천향교대성전 - 국가유산청 국가유산포털